# Рунхент
Рунхент — стихотворный размер скальдической поэзии. Это единственный скальдический размер с конечной рифмой. Наряду с ней, есть и аллитерация. Рифмы в рунхенте бывают мужские и женские, но всегда только смежные. Встречается двух-, трёх- и четырёхтактный рунхент.

Пример четверостишия двухтактного рунхента (Эгиль Скаллагримссон, «Выкуп головы», перевод С. В. Петрова):
| Серп жатвы сеч Сек вежи с плеч А ран рогач Лил красный плач | Hlam heinsöðul við hjaldrröðul, beit bengrefill, þat vas blóðrefill |